# Thomas Campbell Clark
Thomas Campbell Clark (Dallas, 23 settembre 1899 – New York, 13 giugno 1977) è stato un politico statunitense.

## Biografia
Figlio di Virginia Maxey Falls e William Henry Clark, studiò all'Università del Texas ad Austin e all'University of Texas School of Law. In seguito fu il 60º procuratore generale degli Stati Uniti sotto il presidente degli Stati Uniti d'America Harry S. Truman (33º presidente).
Fu giudice associato della corte suprema degli Stati Uniti dal 19 agosto 1949 al 12 giugno 1967, data in cui decise di ritirarsi dall'incarico evitando un conflitto di interessi per la carriera di suo figlio, Ramsey Clark. Gli succedette Thurgood Marshall.